# 아마르나 문서

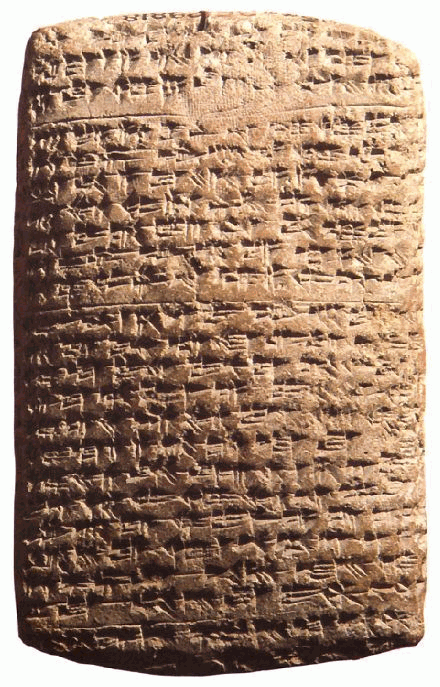
점토판으로 된 아마르나 문서의 일부

아마르나 문서(Amarna letters)는 점토판에 쓰여진 외교 문서로, 1887년 아마르나의 유적지에서 발굴된 이집트 신왕국 시대의 유물이다. 현재 총 382개의 판이 발견되었으며, 베를린 근동 박물관, 대영 박물관, 이집트 박물관, 루브르 박물관, 푸시킨 미술관 등지로 흩어져 보관되어 있다.
아마르나 문서는 고대 이집트의 문자체계가 아니라 고대 메소포타미아의 문자 체계인 쐐기 문자로 쓰여졌다는 점에서 다른 유물들과 구별된다. 아마르나 문서의 대부분은 가나안-아카드어로 특징지어지는 여러 아카드어로 적혔다. 특히 긴 편지(약어 EA 24)는 후기 후르리어 방언으로 작성되었으는데, 현존하는 후르리어 문서 중 가장 긴 것이다.
알려진 점토판은 총 382개이며, 그 중 358개는 노르웨이 아시리아학자인 요르겐 알렉산더 크누트존(Jørgen Alexander Knudtzon)이 그의 작품인 디 엘 아마르나 타펠른(Die El-Amarna-Tafeln)에 옮겨져 있다. 이 책은 두 권(1907년과 1915년)으로 출판되었으며 오늘날까지 표준판으로 남아 있다. 크누트존 이후 발굴된 나머지 24개의 완전한 또는 단편적인 서판의 텍스트도 공개되어 있다.
아마르나 문서는 이 시기에 가나안 민족의 문화와 언어를 밝혀 주기 때문에 성서 연구와 셈족 언어학에 큰 의미가 있다. 대부분은 아카드어로 작성되었지만 저자의 모국어와 혼합되어 있어, 이들은 원시 가나안어의 초기 형태로 여겨진다. 히브리어와 페니키아어의 공동조상으로 여겨진다. 이와 같은 가나안 특유의 색채는 해당 언어가 처음으로 실제로 나타나기 몇 세기 전인 원시 단계에 대한 귀중한 증거로 여겨진다.

## 같이 보기
- 아슈르-우발리트
- 마리 (수메르)